# Before Midnight
Série
Before Sunset
(2004)
Pour plus de détails, voir Fiche technique et Distribution.
Before Midnight est un film américain réalisé par Richard Linklater et sorti en 2013. Il s'agit de la suite de Before Sunrise (1995) et de Before Sunset (2004). Comme les deux films précédents, celui-ci est écrit par le réalisateur et les deux acteurs principaux Julie Delpy et Ethan Hawke.
Présenté au cours du Festival du film de Sundance 2013, le film a reçu un accueil critique unanimement positif.

## Synopsis
Neuf ans ont passé depuis les retrouvailles de Jesse et Céline à Paris dans Before Sunset. Ils sont désormais mariés et parents des jumelles Ella et Nina. Une soirée romantique en Grèce, sans leurs enfants, est l'occasion de se recentrer sur leur couple et son avenir.

## Fiche technique
Sauf indication contraire, les informations mentionnées dans cette section peuvent être confirmées par les bases de données cinématographiques  présentes dans la section « Liens externes ».
- Titre : Before Midnight
- Réalisation : Richard Linklater
- Scénario : Richard Linklater, Julie Delpy, Ethan Hawke et Kim Krizan (en)
- Musique : Graham Reynolds (en)
- Montage : Sandra Adair
- Photographie : Christos Voudouris (de)
- Production : Christos V. Konstantakopoulos (en) et Richard Linklater
  - Production déléguée : Jacob Pechenik, Martin Shafer, Liz Glotzer et John Sloss
  - Production associée : Leila Andronikou
  - Production exécutive : Kostas Kefalas
  - Coproduction : Vincent Palmo Jr. et Athina-Rachel Tsangari
- Sociétés de production : Detour Filmproduction, Faliro House Productions et Castle Rock Entertainment
- Sociétés de distribution : Diaphana Distribution et Sony Pictures Classics
- Pays de production :  États-Unis
- Budget : 3 millions de dollars
- Durée : 108 minutes
- Genre : drame romantique
- Dates de sortie :
  - États-Unis : 20 janvier 2013 (Festival du film de Sundance 2013) ; 24 mai 2013 (sortie nationale)
  - Canada : 7 juin 2013
  - Belgique, France : 26 juin 2013

## Distribution
Sauf indication contraire, les informations mentionnées dans cette section peuvent être confirmées par les bases de données cinématographiques  présentes dans la section « Liens externes ».
- Ethan Hawke : Jesse
- Julie Delpy : Céline
- Seamus Davey-Fitzpatrick : Henry dit "Hank", fils de Jesse
- Jennifer Prior : Ella, fille de Jesse et Céline
- Charlotte Prior : Nina, fille de Jesse et Céline
- Xenia Kalogeropoulou (en) : Natalia
- Walter Lassally : Patrick
- Ariane Labed : Anna
- Yiannis Papadopoulos : Achilleas
- Athina-Rachel Tsangari : Ariadni
- Panos Koronis : Stefanos

## Production
Linklater, Hawke et Delpy avaient toujours suggéré la possibilité d'une suite à Before Sunset, sorti en 2004. Hawke déclare en novembre 2011 qu'avec Delpy et Linklater, ils ont « beaucoup parlé pendant les six derniers mois. Nous avons tous les trois des sentiments similaires, à savoir que nous sommes prêts à retrouver les personnages. Il y a neuf ans entre les deux premiers films, et si on fait le film l'été prochain, cela fera à nouveau neuf ans, et on pense que cela serait une bonne chose à faire. Je pense que nous allons essayer et écrire le film cette année,,. »
En juin 2012, Hawke confirme que la suite de Before Sunset, intitulée Before Midnight, serait filmée dans l'été 2012, en Grèce,. Linklater a révélé plus tard qu'après dix semaines d'écriture du scénario, le film a été tourné en quinze jours pour moins de 3 millions de dollars,.
Le film est projeté pour la première fois le 20 janvier 2013 au cours du Festival du film de Sundance 2013, dans la sélection « Premieres », hors compétition. Sa première projection internationale a lieu pendant le Festival de Berlin 2013, en février.

## Accueil

### Box-office
Le film a rapporté plus de 8 000 000 $ aux États-Unis, et plus de 12 000 000 $ à l'international. En France, Before Midnight a fait 75 461 entrées.

### Accueil critique
Comme ses prédécesseurs, Before Midnight a reçu un accueil critique unanime. L'agrégateur Rotten Tomatoes lui donne la note de 98 % basé sur 170 critiques, avec une moyenne de 8,7/10 ; le consensus du site est : « construit sur les fondations de l'habile trilogie Before de Richard Linklater, Before Midnight offre des perspectives intelligentes et magistralement interprétées sur l'amour, le mariage et l'engagement à long terme,. » Metacritic affiche un score de 94 % sur 41 critiques, avec la mention « Universal Acclaim ».
Total Film écrit que « comme ses prédécesseurs – et les films de la Nouvelle Vague française d'Éric Rohmer, le dieu précurseur de ce genre de cinéma – Midnight est essentiellement un film sur des gens qui parlent. Mais lorsque le discours est bon, c'est si captivant, révélateur, spirituel et vrai que qui peut s'en plaindre ? [...] Ce chapitre plus que méritant, dépassant nos attentes, nous propose l'une des plus belles histoires d'amour du cinéma, honnête, convaincante, drôle, intime et naturelle comme les premiers épisodes,. » Le site Allmovie salue également le film, écrivant que « le trio de scénaristes ont rempli le film de longs dialogues et de conversations discursives (il n'y a que deux scènes dans les 20 première minutes) ; elles ont l'air complètement improvisées telles qu'elles sont jouées, mais sont finalement bien trop adroitement structurées pour être autre chose que le résultat d'un travail d'artistes,. »
En France, Allociné propose la note de 3,4 étoiles sur 5 à partir de l'interprétation des critiques de presse recensées.
The A.V. Club déclare la scène de la dispute comme la meilleure scène de l'année au cinéma. Le film apparaît également dans plusieurs listes des meilleurs films de l'année, comme Entertainment Weekly (1er et 3e), Film.com (1er), The New York Times (1er), Indiewire (3e), The Huffington Post (4e), Rolling Stone (4e), Empire (8e), Slate, etc.

## Distinctions
Sauf indication contraire, les informations mentionnées dans cette section peuvent être confirmées par les bases de données cinématographiques  présentes dans la section « Liens externes ».

### Récompenses
- Austin Film Critics Association Awards 2013 : Austin Film Award
- Boston Online Film Critics Association Awards 2013 : meilleur scénario pour Richard Linklater, Julie Delpy et Ethan Hawke
- Indiana Film Journalists Association Awards 2013 : meilleur scénario adapté pour Richard Linklater, Julie Delpy et Ethan Hawke
- San Diego Film Critics Society Awards 2013 : meilleur scénario adapté pour Richard Linklater, Julie Delpy et Ethan Hawke
- Utah Film Critics Association Awards 2013 : meilleur scénario adapté pour Richard Linklater, Julie Delpy et Ethan Hawke
- Village Voice Film Poll 2013 : meilleur scénario adapté pour Richard Linklater, Julie Delpy et Ethan Hawke
- Women Film Critics Circle Awards 2013 : meilleure scénariste pour Julie Delpy
- National Society of Film Critics Awards 2014 : meilleur scénario pour Richard Linklater, Julie Delpy et Ethan Hawke

### Nominations et sélections
- Festival du film de Berlin 2013 : sélection hors compétition
- Festival du film de Sundance 2013 : sélection hors compétition « Premieres »
- Festival du film de Sydney 2013 : sélection « Special Presentations at the State »
- Festival du film de Tribeca 2013

- Gotham Awards 2013 : meilleur film
- Washington D.C. Area Film Critics Association Awards 2013 : meilleur scénario adapté pour Julie Delpy, Ethan Hawke et Richard Linklater

- Critics' Choice Movie Awards 2014 : meilleur scénario adapté pour Richard Linklater, Ethan Hawke et Julie Delpy
- Golden Globes 2014 : meilleure actrice dans un film musical ou une comédie pour Julie Delpy
- Independent Spirit Awards 2014 :
  - Meilleure actrice pour Julie Delpy
  - Meilleur scénario pour Julie Delpy, Ethan Hawke et Richard Linklater
- Oscars du cinéma 2014 : Meilleur scénario adapté pour Julie Delpy, Ethan Hawke et Richard Linklater
- Satellite Awards 2014 : meilleur scénario adapté pour Julie Delpy, Ethan Hawke et Richard Linklater

## Analyse